# Masja och Nastia Tolmatjova

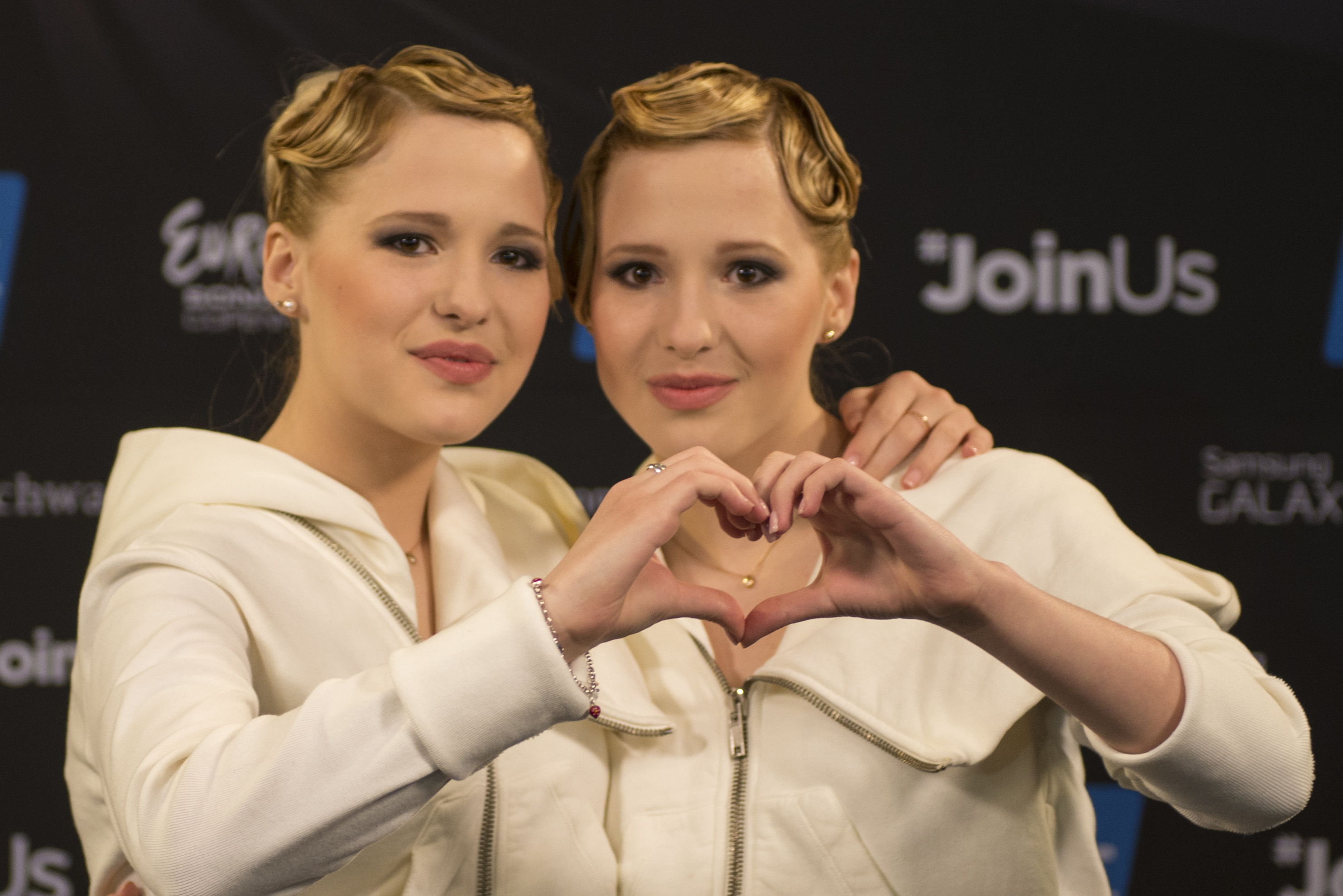
(2014)

Masja och Nastia Tolmatjova, egentligen Marija och Anastasija Andrejevna Tolmatjova, födda 14 januari 1997, är ryska sångerskor från Kursk och tvillingsystrar.

## Junior Eurovision Song Contest
Då systrarna var nio år gamla vann de Junior Eurovision Song Contest 2006 med låten Vesennij dzjaz (Vårjazz).  Systrarnas bidrag valdes ut bland fler än 200 sångare och musikgrupper från Ryssland som deltog i den nationella uttagningen. Vid finalen 4 juni 2006 valdes de slutligen ut bland 20 tävlande och fick representera Ryssland vid tävlingen i Bukarest som de vann med bred marginal. De fick 154 poäng, 25 poäng mer än Vitryssland som kom på en andraplats med 129 poäng. 

## Debutskiva
År 2007 kom deras debutskiva Polovinki och de har även medverkat i en TV-film. De uppträdde, utan att tävla, vid inledningen av den första semifinalen av Eurovision Song Contest 2009.

## Eurovision Song Contest
År 2014 representerade de Ryssland i Eurovision Song Contest i Köpenhamn med låten "Shine". Låten gick vidare från första semifinalen men blev utbuad när resultatet kom på grund av Rysslands agerande i Krimkrisen och Vladimir Putins åsikter om homosexuella. I finalen slutade systrarna på en sjunde plats.

## Diskografi
- Polovinki (2007)

### Översättning
Den här artikeln är helt eller delvis baserad på material från en annan språkversion av Wikipedia.